# Intruzija
Intruzija je vdor magme v zemeljsko skorjo. Intruzivne skalne oblike v Zemljini skorji so iz kristalizirane magme. Magma se je  počasi dvigovala iz globin v Zemlji, skozi različne razpoke ali prostore, na katere je naletela, včasih je na poti potiskala obstoječe lokalne kamnine, to je proces, ki lahko traja milijone let. Kot se je počasi ohlajala, so različni deli magme kristalizira v minerale. Mnogo gorovij, kot na primer Sierra Nevada v Kaliforniji, se je oblikovalo predvsem z intruzijo granita (ali sorodnih kamnin).
Intruzija je eden izmed dveh načinov nastanka magmatskih kamnin; drugi je ekstruzija, to je vulkanski izbruh ali podoben dogodek. Tehnično gledano je intruzija vsaka tvorba predornine magmatskih kamnin. Nasprotno, ekstruzijo (iztiskovanje) sestavljajo ekstruzivne kamnine; skale oblikovane nad površino zemeljske skorje.
Intruzije se zelo razlikujejo, od velikih gorskih verig batolita do tankih žil iz aplita ali pegmatita. Kadar so izpostavljena eroziji, lahko ta jedra imenovana batolit, zasedajo velike površine Zemljine površine. Velike telesa magme, ki se je strdila pod zemljo, preden je prišla do površine skorje, se imenujejo plutoni. Plutonske skale tvorijo 7% trenutne kopne zemeljske površine. 
Redkejše intruzivne magmatske kamnine, ki se tvorijo v globini zemlje, se imenujejo abisal, medtem ko se tiste, ki se tvorijo blizu površine, imenujejo subvulkanske ali hipabisal. Intruzivne strukture so pogosto razvrščeni glede na to ali so vzporedno z lokalnimi plastmi ali kot folijacija lokalne kamnine: če je intruzija vzporedna je telo skladno, sicer je neskladno.
Dobro znan primer intruzije je Devils Tower v Wyomingu, ZDA.

## Tipi
Intruzije se lahko razvrstijo glede na obliko in velikost vdirajočega telesa in odnosu do drugih formacij, v katere vdira:
Batolit: je velika magmatska globočnina nepravilne oblike, ki se proti dnu širi; so največja magmatska telesa
Čok: manjše magmatsko telo s premerom manj kot 25 km, ima kopasto oblik. Steber (boss) je podoben a veliko strmejpi, Kupola je kupolast odrastek batolita
Dajk (prečna žila): relativno tanko ploščato neskladno telo, pogosto skoraj navpično; dvig batolita lahko povzroči snop dajkov, ki so lahko razporejeni vzporedno ali zvezdasto ali imajo obročasto obliko
Lakolit: navzgor izbočena intruzija lečaste oblike, vbrizgana med dva sloja sedimentnih kamnin
Lopolit: relativno majhna magmatska intruzija lečaste oblike z ugreznjeno zgornjo površino
Fakolit: je magmatska intruzija v obliki tanke leče (ali zvona) vtisnjeno vzdolž slojev sinklinale in antiklinale
Sil: ploščato magmatsko telo v obliki vodoravne plasti
Ognjeniški dimnik ali vulkanski čep: cevasto, približno navpično telo, ki bi lahko bilo čep za ventil vulkana
 Prag: relativno tanko ploščato telo, ki je vdrlo med starejše plasti sedimentne kamnine, vulkanske lave ali tufa ali celo vzdolž smeri foliacije v metamorfnih kamninah
 Stock: je manjša nepravilna diskordantna predornina
Honolit: magmatska predornina z dokazljivo bazo

## Značilnosti
Za globoke intruzije je ugotovljeno, da so prodrle skozi krovnih plasti. Razvejane žile so posledica napolnjenih razpok in visoke temperature potrebne za ta postopek, kar je razvidno iz spremenjene sosednje lokalne kamnine. Ker se toplota razprši počasi in ker je kamnina pod pritiskom, so prisotni kristali in ne steklasta hitro ohlajena snov. Ker je imela intruzija čas za počitek pred kristalizacijo, ni bila tekoča. Vsebovani plini niso mogli pobegniti skozi debelo plast slojev, pod katero je bila magma vbrizgana. Taki plini tvorijo votline, ki jih je mogoče pogosto opaziti v teh mineralih. Taki plini so povzročili tudi v mnoge pomembne spremembe v kristalizaciji kamnine. Ker so njihovi kristali približno enake velikosti, tem kamninam pravijo, da so zrnate.
Po navadi ni nobene razlike med prvo generacijo velikih in oblikovanih-kristalov in drobnozrnate osnovne mase. Minerali so oblikovani v določenem redu in vsak je imel obdobje kristalizacije, ki se lahko zelo razlikuje ali pa lahko sovpada z ali je prekrit s tvorbami nekaterih drugih sestavin. Zgodnejši kristali izvirajo iz časa, ko je bila večina kamnine še vedno tekoča in so bolj ali manj popolni. Kasnejši kristali so manj pravilne oblike, ker so bili prisiljeni zasesti prostore zapuščene med že oblikovanimi kristali. Prejšnji primer imenujejo idiomorfen (euhedralen ali avtomorfen) (zrna so omejena z lastnimi kristalnimi ploskvami); slednji je ksenomorfen (anhedralen) (kristali so slabo oblikovani ali korodirani). Obstajajo tudi številne druge značilnosti, ki služijo za razlikovanje teh dveh skupin. Na primer, ortoklaz je tipičen glinenec iz granita, medtem ko se njegove spremembe pojavljajo v lavah s podobno sestavo. Enako razlikovanje velja tudi za različice nefelina. Levcit je pogost v lavah, vendar zelo redko v plutonskih kamninah. Muskovit je omejena na intruzijo. Te razlike kažejo na vpliv fizikalnih pogojev, pod katerimi je potekala konsolidacija.
Intruzivne kamnine, ki nastanejo pri večjih globinah, se imenujejo plutoni ali abisal. Nekatere intruzivne kamnine so se strdile v razpokah kot dajki in pragovi na plitvi globini pod površino in se imenujejo subvulkanske ali hipabisal. Kot je mogoče pričakovati, kažejo vmesne strukture med tistimi ekstruzivnimi in plutonskimi kamninami. So zelo pogosto porfiritične, steklaste in včasih celo vezikularne (mehurčkaste). V resnici so mnoge od njih petrologične in jih ni mogoče ločevati od lave s podobno sestavo.